# Bercy

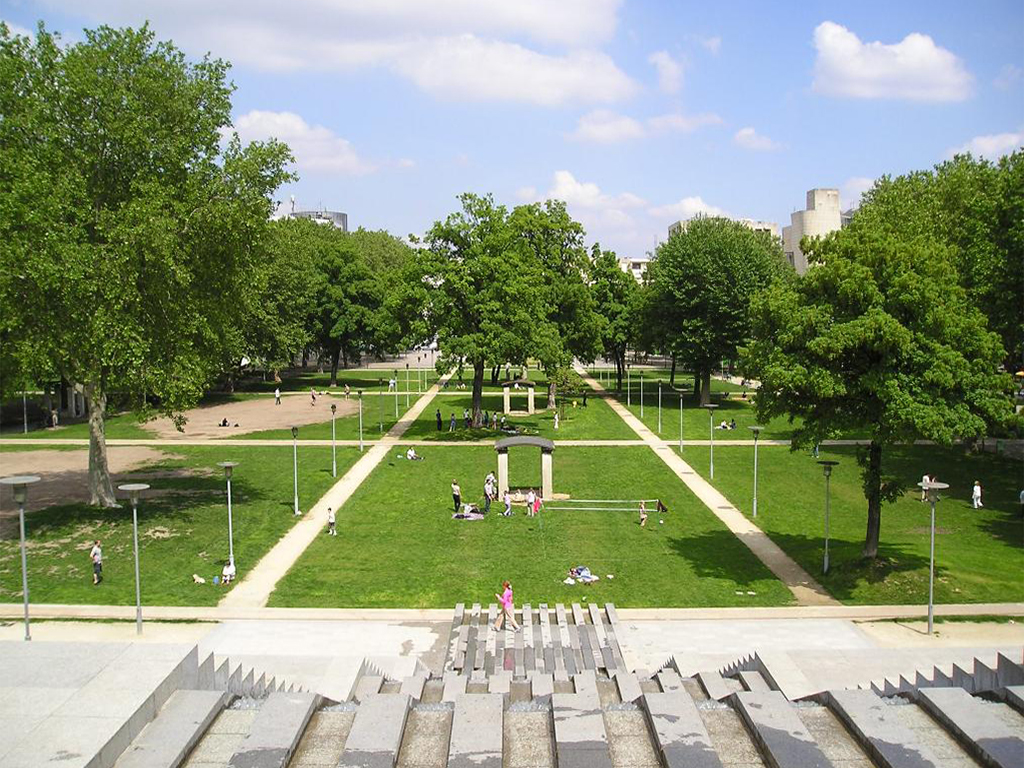
Công viên Bercy

Bercy là một khu phố của Paris, nằm ở Quận 12, phía đông nam thành phố. Vốn là một chợ rượu vang lớn cũ, Bercy được quy hoạch lại vào cuối thế kỷ 20. Ngày nay, Bercy là một khu vực quan trọng với sự hiện diện của trụ sở Bộ Kinh tế, Tài chính và Công nghiệp, Cung thể thao Bercy cùng nhiều hoạt động thương mại giải trí.
| Métro Paris | Bến tàu điện ngầm: Bercy hoặc Cour Saint-Émilion |

Bercy nằm ở bên tả ngạn của sông Seine. Về phía trung tâm thành phố là nhà ga Lyon, còn đối diện với Bercy bên kia sông là khu phố Paris Rive Gauche thuộc Quận 13. Ba câu cầu Bercy, Tolbiac và Simone-de-Beauvoir nối Bercy với Paris Rive Gauche. Cửa ô Bercy là điểm xuất phát của tuyến xa lộ A4.
Tòa nhà lớn trụ sở Bộ Kinh tế, Tài chính và Công nghiệp nằm nhô hẳn ra ngoài sông Seine. Bên cạnh đó là Cung thể thao Bercy, nơi tổ chức nhiều hoạt động thể thao và trình diễn. Công viên Bercy rộng 14 hecta nằm dọc theo bờ sông. Bên cạnh công viên là khu vực dành cho giải trí. Bercy Village - Làng Bercy - gồm nhiều nhà hàng, quán cà phê và các cửa hàng thời trang trong những ngôi nhà một tầng, khu vực chỉ dành cho người đi bộ. Cạnh làng là UGC Ciné-cité, một trong những trung tâm chiếu phim lớn nhất thành phố. Viện lưu trữ điện ảnh Cinémathèque française và Bảo tàng Nghệ thuật chợ phiên (Musée des Arts forains) cũng nằm ở khu phố Bercy.

## Lịch sử

Khu vực Bercy có con người sinh sống từ năm 4500 trước Công Nguyên. Năm 1990, khi xây dựng công viên Bercy, những chứng tích của một ngôi làng thời kỳ Đồ đá được tìm thấy ở đây: hàng ngàn vật dụng hàng ngày, và đặc biệt là ba thuyền độc mộc gỗ sồi hiện nay được trưng bày ở bảo tàng Carnavalet.
Thế kỷ 12, lần đầu tiên cái tên Bercy hay Bercix xuất hiện trên giấy tờ của chủ nhân khu vực này. Bercy thuộc sở hữu của dòng họ Montmorency trước khi nhượng lại cho dòng họ Malons. Thế kỷ 17, một lâu đài được xây dựng ở Bercy, do kiến trúc sư Louis Le Vau thiết kế, thay cho trang viên cũ. Cũng vào thời gian đó, nhiều quý tộc xây dựng các dinh thự dọc theo bờ sông Seine. Cho tới khi tuyến đường sắt Paris-Lyon được xây dưng, nhiều công trình ở đây bị phá bỏ.
Trước năm 1860, Bercy vẫn là một xã nằm ngoài Paris. Không nằm trong vùng kiểm soát của cảnh sát thành phố, Bercy là một khu vực tệ nạn, cũng là một địa điểm vui chơi với các quán rượu, hàng ăn bên bờ sông. Bercy còn có chợ rượu vang lớn với các nhà kho, hầm rượu. Các hoạt động buôn bán rượu vẫn còn tiếp tục cho tới giữa thế kỷ 20.
Khoảng cuối thế kỷ 20, khu phố Bercy thực sự thay đổi. Nhiều công trình quan trọng được quyết định xây dựng ở đây. Cung thể thao Bercy mở cửa năm 1979. Từ năm 1993 tới 1997, công viên Bercy được cải tạo trên vị trí các kho rượu cũ. Khi Tổng thống François Mitterrand cho cải tạo lại Louvre, Bộ Kinh tế, Tài chính và Công nghiệp chuyển về trụ sở ở khu vực này. Năm 1998, tuyến tàu điện ngầm mới số 14 cũng mở hai trạm ở Bercy. Các kiến trúc sư vẫn giữ tinh thần trước đó của khu phố, Bercy được dành cho thương mại và giải trí.